# Tethina grossipes
Tethina grossipes är en tvåvingeart som först beskrevs av Becker 1908.  Tethina grossipes ingår i släktet Tethina och familjen Canacidae. Inga underarter finns listade i Catalogue of Life.